# Церква святого Андрія Первозваного (Львів)
Це́рква Свя́того А́ндрія Пе́рвозваного — чинна церква у Шевченківському районі м. Львова, збудована як костел Святої Родини ордену францисканців-реформатів. Внесена до Реєстру пам'яток України місцевого значення м. Львова під охоронним № 1685.

## Історія
Ченці-реформати з'явилися у Львові 1630, заклавши костел святого Казимира. Їхні маєтності були конфісковані 1783 року новою австрійською адміністрацією міста відповідно до секуляризаційної реформи імператора Йосифа ІІ, а ченців у 1789 році змусили покинути місто. Повернення реформатів до міста відбулось наприкінці XIX століття.
Згідно апостольської конституції Лева XIII Felicitate quadam було відмінено 1897 відмінності поміж чотирма гілками чину францисканців. До того у листопаді 1894 року у Величці на засіданні проводу польської провінції реформатів було вирішено закласти монастир у Львові. Вже 9 січня 1895 року придбади будинок з городом у Карла Сєдмиграя, що знаходився на тодішній вулиці Янівській, 58 (нині вулиця Шевченка). Незабаром подарував ченцям сусідню пустуючу парцелю. Ченці виїхали до Львова 9 серпня та оселилися навпроти парцелі у винайнятому помешканні Станіслава Шенка. У подарованому будинку облаштували тимчасову каплицю, яку відвідав 21 серпня львівський архієпископ Северин Моравський, надавши дозвіл на освячення і проведення богослужінь. 9 вересня було схвалено відкриття монастиря реформатів у Львові.
Львівський архітектор Міхал Ковальчук розробив проект костелу і монастиря, затверджених магістратом 10 квітня 1896 року. Вже 14 липня того ж року архієпископ Северин Моравський освятив наріжний камінь. Швидке закладення і будівництво відбулось завдяки провінціалу реформатів о. Вільчинському, який зумів залучити крім коштів реформаторів кошти фундаторів — магістрат міста, краківських черниць норбертанок, пробощі Соколівки о. Вінцент Божентович і Бжозової Ян Гловач, архітектор Іван Левинський, з цегельні якого поставляли дахівку. За будовою наглядали Міхал Ковальчук та Йоган Крах, а мурували костел мулярі з Радомишля з майстром Еразмом Віктором, монастир майстер Франциск Дроздович. Фігури для фасаду виконав Іван Трач з Перемишля, а кам'яний декор каменярі Антон Дуда, Іван Загорський, Едмунд Плішевський. Іван Козловський з Клепарова і Йоган Гесснер виконали костельні двері, лави, сповідальня. Ковані ґрати, залізні двері, сходи виготовив Шимон Петрович.
Богослужіння розпочали проводити у завершеному 7 листопада 1897 року пресбітерії і освяченому наступного дня. Тоді ж завершили частину будівлі монастиря, куди поселились ченці. До того 31 травня посвятили закуплені у віденьській фабриці Петера Гільзера дзвони «Св. Франциск» і «Св. Антоній», привезли з Мюнхену вітражі пресбітерія з святими-францисканцями Св. Франциск, Св. Людовік, Св. Єлизавета, Св. Петро, Св. Клара, Св. Антоній, з Парижу фігуру Найсвятіше Серце Ісуса. З Парижу у червні 1898 року привезли скульптуру Найсвятіше Серце Ісуса. Восени наступного року завершили зведення мурів монастиря, а 15 серпня 1899 року освятили нові віденські дзвони. Було встановлено головний вівтар роботи Фердинанда Маєра з Перемишля з фігурою Розп'яття та образом Святої Родини фундації монастиря у Величці, Іван Левинський забезпечив кам'яну підлогу з Чехії. У листопаді 1900 року привезли вітражі для вікон нефів з польськими святими, виготовлені віденською фабрикою Карла Ґайлінга. Їх встановили до кінця року. У 1901 почали встановлювати вівтарі перемишльської фабрики Маєра — Найсвятішого Серця Ісусового, Матері Божої з Люрду, Св. Франциска, Св. Антонія Падуанського, Св. Казимира, Св. Людовіка. Для чотирьох останніх образи виконав художник Станіслав Батовський-Качор. До кінця 1901 року костел Святої Родини освятили, хоча урочиста консекрація архієпископом Юзефом Більчевським настала 2 жовтня 1910 року, коли їм передали клепарівську парафію.

Костел Святої Родини реформаторів. Початок ХХ ст.

Після освячення тривало оздоблення костелу. Стації Хресної дороги привезли 1902 року з Анже у Франції, фігуру святого Антонія Падуанського з Мюнхену, орган з сілезького Крнов фабрики Рігерів, Станіслав Крук встановив амвон, було подаровано чимало срібного літургійного начиння. Було подаровано декілька нових образів до вівтарів роботи маловідомих авторів. Найбільшою декорацією став розпис інтер'єру Тадеуша Попеля (1908–1910).
Провінціал о. Йоахім Мацейчик запропонував на початку 1912 року закласти при монастирі колегіум серафимський, будівлю якого спроектував Франц Квецінський і який завершили до кінця року. Після завершення оздоблення колегіуму 20 вересня 1913 року у ньому розпочалось навчання. Через будівництво перебудували монастир, загосподарувавши його підвальні приміщення.
В ході Першої світової війни було реквізовано 4 дзвони, труби органу. Під час боїв 1919 року було пошкоджено вікна монастиря, а попадання набою пошкодило дах костелу, сповідальню, вітражі. У міжвоєнний час до 1922 року відновив діяльність колегіум, до 1925 року відремонтували монастир, для чого продали парцелю на Клепарові. У монастирі дерев'яні балки замінили металевими швелерами, вимурували нові цегляні стіни у приміщеннях, бетонне перекриття підвальних приміщень. До 1934 року було перероблено декілька вівтарів, зокрема у парі змінено образи і посвяту. На 1939 року докупили пару сусідніх парцель та підготували мурування крипти костелу.
З початком Другої світової війни у вересні 1939 року в час німецької облоги уламки артилерійських набоїв, шрапнель пошкодили дахи, вітражі костелу, вікна монастиря, колегіуму, який скоро закрили. У 1940 року військо СРСР, потім міліція зайняли колегіум, частину монастиря. У післявоєнний травень 1946 року ченці з найкоштовнішими речами виїхали до Перемишля. У костелі певен час діяв пересильний пункт, поки поряд 1947 року на місці парового млина не відкрили механіко-скляний завод. Тоді будівлі монастиря і колегіуму перебудували під гуртожитки заводу. У костелі було розібрано фронтон фасаду, сигнатурку на даху, усунуто вівтарі та решту декорацій. Неф розділили перекриттям на два поверхи, стінами відділили головний неф від бічних, у захристі облаштували кухню. Таким чином храм став клубом мехсклозаводу.
Перший поверх клубу 1990 року передали віруючим УАПЦ, яким наступного року відійшла вся будівля храму. При тривалій відбудові 1993–1998 років не відбудовували лише колишній фронтон, а натомість було споруджено велику центральну баню на високому восьмигранному барабані і дві передні невеликі восьмигранні вежі з банями. Інтер'єр переробили для потреб церкви зі встановленням іконостасу.

### Храм

Костел реформаторів. 1930-і роки

Орієнтацію костелу визначила вулиця Шевченка, до якої звернено його фасад. Головний об'єм зального типу тринавний трипрясловий з широкою центральною навою, двопрясловим пресбітерієм з тригранною апсидою, втопленою у будівлі монастиря. Вікна апсиди виходять у внутрішній двір монастиря. У будівлі монастиря розташоване захристя. Над ним розміщена каплиця з виходом на балкон пресбітерія. Фасад розчленовано на два яруси антаблементом, фриз якого декоровано голівками путто у квадратних вставках і ліпними рослинними композиціями по площинах поміж ними. Нижній ярус по краях обрамлено парами пілястр композитного ордеру. По центру перед двома пілястрами встановлено дві канельовані колони композитного ордеру, на які опирається портик з напівкруглим фронтоном. Внизу площини фасаду розміщено високий цоколь, перед яким виступають п'єдестали пілястр, колон. У бічних площинах понад цоколь виступають вузькі дверні прорізи бічних нав з півциркульним завершенням. У верхній частині понад профільованими тягами у нішах були встановлені фігури святого Франциска Ассізького і Антонія Падуанського, у яких зараз встановлено фрески Матері Божої та Ісуса Христа. Центральний високий вхід обрамлено едикулою, що є зменшеним варіантом обрамлення центральної площини. Над нею розміщено кругле вікно. Поверх антаблементу йде аттик у вигляді глухої балюстради. Раніше над ним розміщувався високий фронтон понад центральною площиною нижнього ярусу. Він був фланкований парами пілястр і завершений напівкруглим фронтоном. У центральному полі в ніші була встановлена композиція Свята Родина. При відновленні 1990-х років фронтон не відбудовували. Було встановлено три куполи на високих восьмигранних барабанах, декорованих по гранях пілястрами і розчленованих проміжними карнизами на 4 яруси. У високому 3 ярусі розміщено по 4 вікна. Бічні фасади були розчленовані по вертикалі парами пілястр, по горизонталі цоколем, профільованою тягою.
В інтер'єрі квадратні міжнавні стовпи, стіни бічних нав декоровані парними пілястрами композитного ордеру, розміщеними на високих цоколях. На них опираються ділянки неповного антаблементу з великим виносом карнизу. На пілястрах стовпів і пристінних пілястрах спочивають парні півциліндричні парні арки поміж нефами і пряслами. У чільній арці пресбітерія застосовано півколони замість пілястр. Сьогодні арку на всю висоту заповнює багатоярусний іконостас. Над центральним навою склепіння хрестове, над бічними півцмлідричне, над пресбітерієм пазушне. Муровані музичні хори з дерев'яним парапетом простягаються на всю ширину корпусу і оперті на два стовпи. На них ведуть залізні сходи.
Розписи Тадеуша Попеля 1900-х років в основному були геометричними і рослинними. На склепіннях понад головним вівтарем була зображена Свята Родина, склепіннях головної нави Євангелісти, святі францисканці і польські, що повторювались у вітражах. У костелі було 7 вівтарів 1901—1903 років, багате літургічне срібне начиння, 36 срібних великих підсвічників і 20 малих, 38 орнатів, 10 капп, 6 пар далматиків, 10 хоругов. При відновленні 1990-х років наново виконали розписи склепінь. Стіни, парні пілястри прикрашені великими образами.